# Lenovac
Lenovac (cyr. Леновац) – wieś w Serbii, w okręgu zajeczarskim, w mieście Zaječar. W 2011 roku liczyła 147 mieszkańców.